# 奥尔恰堡
奥尔恰堡（義大利語：Castiglione d'Orcia）是意大利锡耶纳省的一个市镇。总面积141平方公里，人口2483人，人口密度17.6人/平方公里（2009年）。ISTAT代码为052007。